# Musotima franckei
Musotima franckei là một loài bướm đêm trong họ Crambidae.